# JRuby
JRuby je implementace programovacího jazyka Ruby na JVM, napsaná převážně v Javě. JRuby je úzce integrován s Javou a dovoluje obousměrný přístup mezi kódem v Javě a v Ruby. (Podobně jako Jython.)

## Ukázka kódu

### Volání Javy z JRuby
Jedna ze silných stránek JRuby je jeho schopnost volat třídy z platformy Java. K tomu je nejdříve potřeba získat podporu Javy příkazem require 'java'. Následující příklad předvede vytvoření JFrame s JLabel.
```
require
 
'java'

frame
 
=
 
javax
.
swing
.
JFrame
.
new

frame
.
getContentPane
.
add
 
javax
.
swing
.
JLabel
.
new
(
'Hello, World!'
)

frame
.
setDefaultCloseOperation
 
javax
.
swing
.
JFrame
::
EXIT_ON_CLOSE

frame
.
pack

frame
.
set_visible
 
true

```

### Volání JRuby z Javy
JRuby může být stejně snadno volán z Javy, buď pomocí JSR 223 Scripting pro Javu 6, nebo frameworku Apache Bean Scripting.
```
//Example using JSR 233 Scripting for Java 6

ScriptEngineManager
 
mgr
 
=
 
new
 
ScriptEngineManager
();

ScriptEngine
 
rbEngine
 
=
 
mgr
.
getEngineByExtension
(
"rb"
);

try
 
{

    
rbEngine
.
eval
(
"puts 'Hello World!'"
);

}
 
catch
 
(
ScriptException
 
ex
)
 
{

    
ex
.
printStackTrace
();

}

```

## Chyby v JRuby
JRuby umožňuje načíst a spustit vzdálený kód ve funkci, která k tomu není určena.